# Piz Vallatscha (Engadin)
Der Piz Vallatscha ist ein Berg im Schweizer Kanton Graubünden.
Der Berg ist 3020 m ü. M. hoch und liegt nördlich des Ofenpasses. Die Grenze zwischen den Gemeinden Val Müstair im Südwesten und Scuol im Nordosten verläuft über seinen Gipfel.
Vallatscha ist das rätoromanische Wort für Runse.